# Aleksej Fëdorov (triplista)
Aleksej Leonidovič Fëdorov (in russo Алексей Леонидович Фёдоров?; 25 maggio 1991) è un triplista russo.

## Palmarès
| Anno | Manifestazione    | Sede     | Evento       | Risultato | Prestazione | Note                                     |
| ---- | ----------------- | -------- | ------------ | --------- | ----------- | ---------------------------------------- |
| 2007 | Mondiali allievi  | Ostrava  | Salto triplo | Argento   | 15,59 m     |                                          |
| 2009 | Europei juniores  | Novi Sad | Salto triplo | Oro       | 16,67 m     |                                          |
| 2010 | Mondiali juniores | Moncton  | Salto triplo | Oro       | 16,68 m     |                                          |
| 2011 | Europei under 23  | Ostrava  | Salto triplo | Argento   | 16,85 m     |                                          |
| 2011 | Mondiali          | Taegu    | Salto triplo | 18º (q)   | 16,42 m     |                                          |
| 2012 | Europei           | Helsinki | Salto triplo | 4º        | 16,83 m     |                                          |
| 2013 | Europei indoor    | Göteborg | Salto triplo | Bronzo    | 17,12 m     | Miglior prestazione personale            |
| 2013 | Universiadi       | Kazan'   | Salto triplo | Argento   | 16,89 m     |                                          |
| 2013 | Europei under 23  | Tampere  | Salto triplo | Oro       | 17,13 m     | Miglior prestazione personale stagionale |
| 2013 | Mondiali          | Mosca    | Salto triplo | 5º        | 16,90 m     |                                          |
| 2014 | Europei           | Zurigo   | Salto triplo | Bronzo    | 17,04 m     |                                          |
| 2015 | Europei indoor    | Praga    | Salto triplo | 4º        | 16,88 m     |                                          |
| 2015 | Universiadi       | Gwangju  | Salto triplo | 5º        | 16,35 m     |                                          |
| 2018 | Europei           | Berlino  | Salto triplo | 16º (q)   | 16,29 m     |                                          |
| 2019 | Europei indoor    | Glasgow  | Salto triplo | 11º (q)   | 16,28 m     |                                          |
| 2019 | Mondiali          | Doha     | Salto triplo | 18º (q)   | 16,71 m     |                                          |

## Altre competizioni internazionali
2010
- Campionati europei a squadre di atletica leggera ( Bergen)

2015
- Campionati europei a squadre di atletica leggera ( Čeboksary)